# Municipio de Black Creek (Ohio)
El municipio de Black Creek (en inglés: Black Creek Township) es un municipio ubicado en el condado de Mercer en el estado estadounidense de Ohio. En el año 2010 tenía una población de 612 habitantes y una densidad poblacional de 6,6 personas por km².

## Geografía
El municipio de Black Creek se encuentra ubicado en las coordenadas 40°41′7″N 84°44′37″O / 40.68528, -84.74361. Según la Oficina del Censo de los Estados Unidos, el municipio tiene una superficie total de 92.74 km², de la cual 92,67 km² corresponden a tierra firme y (0,08 %) 0,07 km² es agua.

## Demografía
Según el censo de 2010, había 612 personas residiendo en el municipio de Black Creek. La densidad de población era de 6,6 hab./km². De los 612 habitantes, el municipio de Black Creek estaba compuesto por el 98,69 % blancos, el 0,82 % eran amerindios, el 0,16 % eran de otras razas y el 0,33 % eran de una mezcla de razas. Del total de la población el 0,65 % eran hispanos o latinos de cualquier raza.